# Nepotisme
Nepotisme (< Latijn 'nepos', kleinzoon; nakomeling; neef) is in ruimere zin het begunstigen, door autoriteiten of bedrijven, van familieleden of vrienden, door ze in hoge functies te benoemen of door ze opdrachten te gunnen. Nepotisme kan ook de vorm van patronage aannemen. Nepotisme of vriendjespolitiek is een vorm van corruptie. In engere zin betreft het het bevoordelen van verwanten, als vorm van favoritisme.
Een Nederlands spreekwoord dat hierop oorspronkelijk betrekking heeft luidt: "Het bloed kruipt waar het niet gaan kan", waarmee bedoeld wordt dat nepotisme eerder heimelijk plaatsvindt (kruipend of sluipend) dan openlijk (rechtopgaand). Bloed wordt daarin gebezigd als oude term voor verwantschap.

## Effecten
Het is aannemelijk dat bijna geen enkele organisatie vrij is van nepotisme. Het is typisch menselijk om een voordeel of benoeming te (willen) verlenen aan een gelijkgestemde, of iemand die men tenminste kent. Dit zal in sterkere vorm gelden wanneer ook nog langdurig samengewerkt moet worden. En niemand zal vrijwillig iemand willen benoemen of een opdracht willen gunnen wanneer hij of zij een hekel aan die andere persoon heeft.
Nepotisme kan echter ongewenst worden wanneer dit te grote vormen gaat aannemen, met andere woorden: wanneer iemand de familie- of vriendschapsband zwaarder laat wegen dan de competentie-eisen van de benoeming of opdracht. Dit ziet men terug wanneer iemand benoemd wordt op een post of een benoeming of subsidie krijgt terwijl hij of zij duidelijk niet aan de eisen voldoet, naar verhouding erg jong of onervaren is, of wanneer deze benoeming ten koste gaat van (nog) beter gekwalificeerde kandidaten. Eventuele kritiek wordt genegeerd of leidt tot een felle reactie van de organisatie.
Nepotisme kan een vorm van patronage zijn, waarbij de patroon de cliënt helpt in zijn carrière. De dienstverlening kan ook wederzijds zijn op een informele 'quid pro quo' basis: als jij mijn rug wast, was ik de jouwe. Er ontstaat immers een band op grond waarvan de bevoordeler kan verwachten dat de bevoordeelde wat terugdoet. Zo kan bijvoorbeeld A die met zijn miljardenonderneming klant is bij een accountantskantoor, dat kantoor onder druk zetten om B tot partner te benoemen. A zal dan wel van B verwachten dat hij niet te moeilijk doet over het aftekenen van jaarrekeningen, ook als die wellicht dubieus zijn.
Nepotisme kan op den duur leiden tot kwaliteitsvermindering, omdat de benoemde personen niet of onvoldoende over de vereiste kwaliteiten beschikken voor de functie. De negatieve effecten hiervan kunnen tot op zekere hoogte worden opgevangen door ervaren medewerkers, maar ook dit heeft zijn grenzen en is bovendien afhankelijk van de welwillendheid van die personen om werk te doen waar ze geen krediet voor krijgen. Ook leidt het tot moral hazard, wanneer de persoon weet dat er een beschermheer is die hem of haar zal beschermen tegen kritiek van anderen. Men weet dat men hoe dan ook kan blijven zitten, wat weer een prikkel kan zijn tot het voeren van riskanter beleid. Het kan bovendien de prikkel wegnemen om het werk überhaupt goed te doen.
Ten slotte kan nepotisme leiden tot verlies van vertrouwen bij de bevolking of werknemers van een bedrijf, wat kan leiden tot onrust. De beter gekwalificeerden zien hun inspanningen immers niet beloond, sterker nog, anderen pronken uiteindelijk met hun veren. Bij een bedrijf kan het leiden tot een vermindering van de bereidheid zich in te spannen en een uittocht van betere werkkrachten en klanten, bij landen tot verminderde bereidheid de overheid te gehoorzamen of belasting te betalen, en emigratie van met name geschoolde krachten. Op den duur kan nepotisme zodoende een organisatie of land te gronde richten.

## Vormen van nepotisme
Nepotisme kan in principe bij ieder voordeel een rol spelen, maar betreft meestal de volgende situaties:
- Benoemingen
- Opvolgingen
- Subsidietoekenningen;
- Leningverstrekkingen
- Promoties (binnen bedrijven en organisaties)
- Toekenningen van opdrachten, concessies, vergunningen en contracten;
- Het door de vingers zien van iemands fouten, lankmoedigheid bij bestuurlijke en strafrechtelijke sancties;
- Publieke of heimelijke steunverlening bij verkiezingen.

Bij gekozen posten is het moeilijk nepotisme voor te stellen, maar ook daar kan het (veelal indirect) voorkomen. Verkiezingen kunnen immers gemanipuleerd worden door bijvoorbeeld tegenkandidaten ertoe te bewegen zich terug te trekken, publiekelijk steun aan een bepaalde kandidaat te betuigen, financiële steun aan de kandidaat of beïnvloeding van de media zodat ze zich slechts positief over de kandidaat uitlaten. Ook is in bepaalde landen zelfs directe stembusfraude of intimidatie van kiezers denkbaar.
Ook binnen private organisaties is nepotisme mogelijk. Een (hoge) directeur kan bijvoorbeeld de benoeming of het contract zelf aan een familielid of vriend willen gunnen, of kan van buitenaf onder druk worden gezet. Die druk is vaak afkomstig van iemand met een machtsmiddel en kan bijvoorbeeld afkomstig zijn van de aandeelhouder, belangrijke klant, of overheid.

## Politiek nepotisme
In de Kerk kwam nepotisme al voor onder paus Adrianus I (772-795). In de middeleeuwen kwam het veelvuldig voor en in de renaissance bereikte het fenomeen zijn hoogtepunt onder Alexander VI (1492-1503) en Julius II (1503-1513). Het Concilie van Trente (1545-1563) trachtte een einde te maken aan het nepotisme. In 1692 werd door de bul Romanum decet Pontificum de pausen verboden kerkelijke goederen aan familieleden over te dragen.
In het staatkundig leven heeft het nepotisme altijd een grote rol gespeeld. Voorbeelden zijn de broers van Napoleon I die dankzij hem koning van Holland of van Westfalen werden, terwijl de Franse keizer zijn zwager Joachim Murat tot koning van Napels benoemde. Het verschijnsel is ook in de 20e en 21e eeuw niet onbekend. 

### Democratische Republieken
Een bekend voorbeeld van nepotisme in de moderne tijd is erfopvolging in een republiek:
- In Noord-Korea werd Kim Il-sung opgevolgd door zijn zoon Kim Jong-il, en Kim Jong Il door diens zoon, Kim Jong-un.
- In Congo-Kinshasa werd Laurent-Désiré Kabila opgevolgd door zijn zoon Joseph Kabila.
- In Cuba werd Fidel Castro opgevolgd door zijn broer Raúl Castro.
- In Djibouti werd Hassan Gouled Aptidon opgevolgd door zijn neef Ismaïl Omar Guelleh.
- In Haïti werd François Duvalier opgevolgd door zijn zoon Jean-Claude Duvalier.
- in Sri Lanka, waar de familie Rajapaksa verschillende generaties heerste, en het land bankroet achterliet.[1]

Anderzijds ontstaan in republieken politieke dynastien vaak op democratische wijze:
- De familie Bush in de Verenigde Staten;
- De familie Kennedy in de Verenigde Staten;
- Rechtersbenoemingen in de Verenigde Staten;
- In het Ierse parlement is het gebruikelijk dat parlementsleden opgevolgd worden door hun familieleden;
- Elena Basescu, dochter van de Roemeense president, werd op 28-jarige leeftijd zonder enige politieke ervaring, als 'onafhankelijk lid' gekozen in het Europees Parlement. Indirect kreeg ze zowel financiële als politieke steun van haar vader, via diens politieke partij;

Politici kunnen daarbij gebruikmaken van hun invloed om bepaalde benoemingen aan familieleden of vrienden toe te kennen. Ook hier is het lastig om vriendjespolitiek te bedrijven, omdat dit in een open democratie tot een schandaal kan leiden wanneer het in de openbaarheid komt. Voorbeelden hiervan zijn:

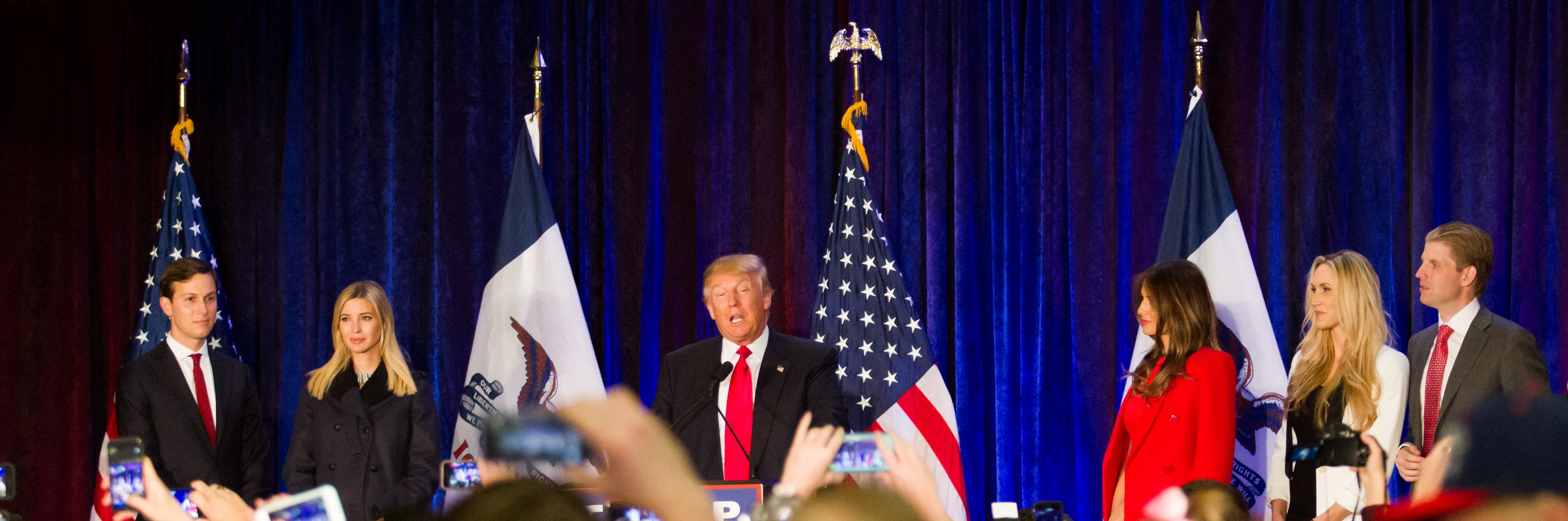
De familie Trump

- Het nomineren van Jean Sarkozy, 23 jaar oud en zonder diploma of politieke ervaring maar zoon van de Franse president, voor de post van directeur van de Franse semioverheidsinstelling EPAD. Dit leidde tot zoveel kritiek dat Jean Sarkozy op 22 oktober 2009 zijn kandidatuur introk.
- De Australische politica en premier van Queensland Anna Bligh werd ervan beschuldigd haar echtgenoot aan een baantje te helpen in haar eigen regeringsapparaat.
- Saddam Hoessein benoemde vrijwel uitsluitend eigen familie- en clanleden op hoge posities.
- Adolf Hitler regelde voor zijn neven William Patrick Hitler en Heinz Hitler een goede baan bij Opel respectievelijk een plaats aan een elitaire Napola-school.
- President Donald Trump van de USA stelde zijn schoonzoon Jared Kushner en zijn dochter Ivanka Trump aan op hoge posities.

### Monarchieën
Andere voorbeelden van nepotisme ziet men in Saoedi-Arabië en de Verenigde Arabische Emiraten, waar niet slechts de positie van staatshoofd, maar vrijwel alle hoge posten in handen zijn van de regerende dynastie.
Het verschijnsel is zelfs niet onbekend in constitutionele monarchiën (vb Benelux-landen), waar politieke 'dynastieën' kunnen ontstaan door families die generaties lang in de politiek actief zijn. Overigens is dit in veel gevallen niet (zuiver) het gevolg van nepotisme, maar speelt ook mee dat kinderen in de voetsporen van ouders treden, dat de familienaam een zekere faam in bepaalde kringen krijgt, en dat bepaalde vaardigheden en kennis reeds op jonge leeftijd doorgegeven worden in de opvoeding. Bovendien zal iemand voor een hoge functie vaak ook gekozen moeten worden. Voorbeelden van dergelijke 'politieke dynastieën' zijn:
- De familie Donner in Nederland;
- Lijst van familiale verbanden tussen Belgische politici.

## Economisch nepotisme
- Het slechts benoemen van de eigen nationaliteit in het (hogere) management, ook in buitenlandse vestigingen. Zo zou men bij Amerikaanse bedrijven vaak Amerikaanse managers en kantoordirecteuren zien, en bij Nederlandse trustkantoren als Citco en Equity Trust een Nederlands management. Hoewel dergelijke beschuldigingen van nepotisme vaak slechts gebaseerd zijn op geruchten, is het anderzijds voor een bedrijf zeer moeilijk die geruchten te ontkrachten en leiden ze tot ontevredenheid op de werkvloer ('ik promoveer toch nooit omdat ik buitenlander ben').
- Het Turkse legerpensioenfonds OYAK zou zijn belangen in het Turkse bedrijfsleven gebruiken om ex-militairen aan belangrijke banen te helpen.